# 宮城県沖地震 (2003年)
宮城県沖地震（みやぎけんおきじしん）は、2003年5月26日（月）18時24分に宮城県沖を震源として発生したマグニチュード7.1（Mw7.0）、最大震度6弱の地震。震央の位置から「三陸南地震」とも呼ばれる。

## 概要
本震は宮城県気仙沼沖の深さ72kmを震源として発生した。
岩手県大船渡市、江刺市（現：奥州市）、衣川村（同）、平泉町、室根村（現：一関市）、宮城県の石巻市、涌谷町、栗駒町（現：栗原市）、高清水町（同）、金成町（同）、桃生町（現：石巻市）で震度6弱を観測した。マグニチュード3から5、最大震度4に達する余震が続いた。
太平洋プレートの内部で、南北約30から40kmが上下20kmにわたってひび割れ、縦方向に約2mずれたとみられる（独立行政法人防災科学技術研究所）。震源の深さや発震機構が異なるため、地震調査研究推進本部は地震調査委員会で想定している宮城県沖地震とは異なるとしている。

## 被害
- 死亡者なし。負傷者は174人[2]。住宅の全壊2棟、半壊21棟、一部破損2,404棟[5]。仙台市内で火災あり。
- 水沢江刺〜盛岡間の23箇所で東北新幹線の橋梁の橋脚の外壁が剥げ、鉄骨がむき出しになった[6]。
- 震源地のほぼ真上の気仙沼でがけ崩れ。築館町（現:栗原市）では、沢筋を盛り土造成した農地で平均勾配10゜という緩斜面で有りながら地すべりが発生[7][8]。
- 震度4を観測した山形市飯田西では電線破断により停電が発生。震度5強を観測した中山町では国道112号の橋梁の舗装部分が一部隆起したほか、震度5弱を観測した村山市楯岡の市道でも隆起が確認された。

## 地震発生の経緯
- 5月26日
  - 午後6時24分 - 地震発生
  - 東北新幹線や在来線の一部が運転を見合わせる。東北新幹線水沢江刺－盛岡間の高架橋橋脚が23本損傷、仙山線の仙山トンネルでは壁の剥離が数カ所はがれているのが確認され見合わせが長引いた。
  - 仙台近郊では、一般電話は不通であったが携帯電話は使用可能で、インターネットへのモバイルでの接続が可能だった（地震直後）。
    - 一部IP電話、ADSLなどのインターネット回線も、一時不通となった。
- 5月27日
  - 午後6時 - 東北新幹線が全面復旧。宮城県内の在来線でも午前中までダイヤの乱れが続いた。

## 震度
| 震度 | 都道府県 | 観測点名 |
| ---- | -------- | --- |
| 6弱  | 岩手県   | 江刺市大通り・大船渡市大船渡町・平泉町古戸・衣川村古戸・室根村役場 |
| 6弱  | 宮城県   | 石巻市泉町・金成町沢辺・栗駒町岩ヶ崎・高清水町中町・桃生町中津山・涌谷町新町 |
| 5強  | 青森県   | 階上町道仏 |
| 5強  | 岩手県   | 大船渡市猪川町・一関市舞川・釜石市只越町・二戸市福岡・花巻市材木町・陸前高田市高田町・岩手胆沢町南都田・大迫町大迫・金ケ崎町西根・住田町世田米・岩手東和町土沢・藤沢町藤沢・矢巾町南矢幅・大野村大野・川崎村薄衣・玉山村渋民・宮守村下宮守                                                                                             |
| 5強  | 宮城県   | 気仙沼市赤岩・古川市三日町・一迫町真坂・岩出山町船場・鹿島台町平渡・宮城加美町小野田・宮城河南町前谷地・唐桑町馬場・色麻町四竈・志津川町塩入・志波姫町沼崎・瀬峰町藤沢・宮城田尻町沼部・登米町寺池・中田町宝江黒沼・宮城南郷町木間塚・迫町佐沼・鶯沢町南郷・宮城松山町千石・矢本町矢本・鳴瀬町小野・米山町西野・若柳町川南・花山村本沢 |
| 5強  | 秋田県   | 西仙北町刈和野 |
| 5強  | 山形県   | 山形中山町長崎 |
| 5弱  | 青森県   | 青森南郷村市野沢・五戸町古舘・福地村苫米地 |
| 5弱  | 岩手県   | 北上市柳原町・久慈市川崎町・水沢市大鐘町・宮古市茂市・盛岡市山王町・西根町大更・岩泉町岩泉・大槌町新町・紫波町日詰・大迫町役場・前沢町七日町・岩手山田町八幡町・沢内村太田・普代村銅屋・岩手新里村茂市・滝沢村鵜飼・野田村野田・岩手大東町大原・東山町長坂                                                                             |
| 5弱  | 宮城県   | 仙台青葉区大倉・仙台泉区将監・石巻市大瓜・名取市増田・大河原町新南・雄勝町・大郷町粕川・宮城川崎町前川・蔵王町円田・南方町八の森・本吉町津谷・亘理町下小路・大衡村大衡・宮城加美町宮崎・小牛田町北浦・宮城河北町相野谷・宮城雄勝町雄勝                                                                                                 |
| 5弱  | 秋田県   | 大曲市花園町・稲川町大館・羽後町西馬音内・雄和町妙法・大雄村三村・仙北町高梨 |
| 5弱  | 山形県   | 最上町向町・村山市中央 |
| 5弱  | 福島県   | 相馬市中村・原町市三島町・小高町本町・福島鹿島町西町・富岡町本岡・都路村古道 |

防災科学技術研究所が設置した強震観測網によれば、牡鹿町で震度6強相当（計測震度6.1）の揺れを観測した。

## 報道
地震の発生時刻、秋田・岩手・山形・宮城・福島の各テレビ放送局は夕方の県内ニュースの生放送中で、大きくスタジオのセットが音を立てて揺さぶられる様子や、キャスターが机の下に逃げ込む姿が見られ、強烈な地震であったことを印象付けた。NHK盛岡放送局では「おばんですいわて」を放送中で、阪本篤志アナウンサーが激しい揺れの中で注意を呼び掛けた。またNHK秋田放送局など、秋田県内各局でこの時間にあったニュースでは、日本海中部地震から20周年を特集したニュースの放送中に地震が起きた。いずれも、まもなく18時27分から東京都渋谷区のNHK放送センターにあるニュースセンターからの地震関連のニュースに切り替え（八波全中）武田真一アナウンサーが改めて地震の第一報を伝えた。
放送機器にも影響があった。IBC岩手放送のテレビ放送は、送信所のプログラム回線（STL）ケーブルが切れた影響で、地震発生直後の18時24分頃から21時20分頃までテレビ放送が出来ない状態となった。なお、ラジオの回線は無事であったため、同日22時ほどまで緊急警報放送を行った。